# Lista siturilor arheologice din județul Harghita - G
Lista siturilor arheologice din județul Harghita - G conține toate siturile arheologice din județul Harghita înscrise în Repertoriul Arheologic Național (RAN) și aflate în localități al căror nume începe cu litera G. RAN este administrat de Ministerul Culturii și Patrimoniului Național și cuprinde date științifice, cartografice, topografice, imagini și planuri, precum și orice alte informații privitoare la zonele cu potențial arheologic, studiate sau nu, încă existente sau dispărute.
Puteți căuta un sit din localitățile care încep cu litera G folosind formularul de mai jos sau puteți naviga prin toate siturile din județ la Lista siturilor arheologice din județul Harghita.
| Cod RAN                                   | Denumire | Localitate                   | Adresă                                                                | Datare                               | Descoperit | Coordonate                                    | Imagine           | Erori            |
| ----------------------------------------- | --- | ---------------------------- | --------------------------------------------------------------------- | ------------------------------------ | ---------- | --------------------------------------------- | ----------------- | ---------------- |
| 84996.01.01 (Cod LMI: HR-I-s-B-12669)     | Tumulii de la Ghipeș - "Hegyes" / ansamblu anonim (Categorie: descoperire funerară) (Tip: Grup de tumuli)                                                                   | sat Ghipeș, comuna Mărtiniș  | Hegyes                                                                |                                      |            |                                               | Încărcați imagine | Raportați eroare |
| 83570.01.01 (Cod LMI: HR-I-m-B-12668.02)  | Situl arheologic de la Gheorghieni - "Cetatea lui Boț" / ansamblu anonim (Categorie: locuire) (Tip: Așezare)                                                                | municipiul Gheorgheni        | Cetatea lui Boț                                                       | sec. III - IV                        |            | 46°26′12″N 25°22′57″E / 46.43667°N 25.3825°E  | Încărcați imagine | Raportați eroare |
| 83570.01.02 (Cod LMI: HR-I-m-B-12668.01)  | Situl arheologic de la Gheorghieni - "Cetatea lui Boț" / ansamblu anonim (Categorie: locuire) (Tip: Fortificație)                                                           | municipiul Gheorgheni        | Cetatea lui Boț                                                       | sec. XV - XVII                       |            | 46°26′12″N 25°22′57″E / 46.43667°N 25.3825°E  | Încărcați imagine | Raportați eroare |
| 83570.01.03 (Cod LMI: HR-I-s-B-12668)     | Situl arheologic de la Gheorghieni - "Cetatea lui Boț" / ansamblu anonim (Categorie: locuire) (Tip: Așezare)                                                                | municipiul Gheorgheni        | Cetatea lui Boț                                                       |                                      |            | 46°26′12″N 25°22′57″E / 46.43667°N 25.3825°E  | Încărcați imagine | Raportați eroare |
| 83883.01.01                               | Valul de pământ de la Goagiu - "Valea Iarului" / ansamblu anonim(Podul de pământ, Drumul Zânelor) (Categorie: fortificație) (Tip: Val de pământ)                            | sat Goagiu, comuna Avrămești | Valea Iarului                                                         |                                      |            |                                               | Încărcați imagine | Raportați eroare |
| 83883.02.01                               | Așezarea medievală timpurie de la Goagiu - "Kerület" / ansamblu anonim (Categorie: locuire civilă) (Tip: Așezare)                                                           | sat Goagiu, comuna Avrămești | Kerület                                                               | sec. VIII-IX                         |            |                                               | Încărcați imagine | Raportați eroare |
| 83883.03.01                               | Așezarea geto-dacică de la Goagiu - "Șanțul Vargyas" / ansamblu anonim (Categorie: locuire civilă) (Tip: Așezare)                                                           | sat Goagiu, comuna Avrămești | Șanțul Vargyas                                                        | geto-dacică sec. I î.Chr. - I d.Chr. |            | 46°21′37″N 25°02′21″E / 46.36039°N 25.0393°E  | Încărcați imagine | Raportați eroare |
| 83883.04.01                               | Așezarea Cucuteni-Ariușd de la Goagiu - "Tanorok" / ansamblu anonim (Categorie: locuire civilă) (Tip: Așezare)                                                              | sat Goagiu, comuna Avrămești | Tanorok                                                               | Cucuteni - Ariușd                    |            | 46°22′24″N 25°00′03″E / 46.37331°N 25.0007°E  | Încărcați imagine | Raportați eroare |
| 83883.04.02                               | Așezarea Cucuteni-Ariușd de la Goagiu - "Tanorok" / ansamblu anonim (Categorie: locuire civilă) (Tip: Așezare)                                                              | sat Goagiu, comuna Avrămești | Tanorok                                                               | Coțofeni                             |            | 46°22′24″N 25°00′03″E / 46.37331°N 25.0007°E  | Încărcați imagine | Raportați eroare |
| 83883.04.03                               | Așezarea Cucuteni-Ariușd de la Goagiu - "Tanorok" / ansamblu anonim (Categorie: locuire civilă) (Tip: Așezare)                                                              | sat Goagiu, comuna Avrămești | Tanorok                                                               | Wietenberg                           |            | 46°22′24″N 25°00′03″E / 46.37331°N 25.0007°E  | Încărcați imagine | Raportați eroare |
| 83883.04.04                               | Așezarea Cucuteni-Ariușd de la Goagiu - "Tanorok" / ansamblu anonim (Categorie: locuire civilă) (Tip: Așezare)                                                              | sat Goagiu, comuna Avrămești | Tanorok                                                               | geto-dacică sec. I î.Chr. - I d.Chr. |            | 46°22′24″N 25°00′03″E / 46.37331°N 25.0007°E  | Încărcați imagine | Raportați eroare |
| 83883.05.01                               | Așezarea Wietenberg de la Goagiu - "Zongota" / ansamblu anonim (Categorie: locuire civilă) (Tip: Așezare)                                                                   | sat Goagiu, comuna Avrămești | Zongota                                                               | Wietenberg                           |            | 46°22′39″N 24°59′25″E / 46.37743°N 24.99025°E | Încărcați imagine | Raportați eroare |
| 83570.02.01                               | Depozitul de topoare din cupru de la Gheorgheni - "Lázár" / ansamblu anonim (Categorie: depozit/tezaur) (Tip: Depozit)                                                      | municipiul Gheorgheni        | Lázár                                                                 |                                      |            |                                               | Încărcați imagine | Raportați eroare |
| 84996.02                                  | Spada de bronz de la Ghipeș (Categorie: descoperire izolată) (Tip: obiect izolat)                                                                                           | sat Ghipeș, comuna Mărtiniș  |                                                                       |                                      |            |                                               | Încărcați imagine | Raportați eroare |
| 83570.03                                  | Ruinele Oficiului de vamă de la Gheorgheni / ansamblu anonim (Categorie: construcție)                                                                                       | municipiul Gheorgheni        | Pricske                                                               |                                      |            |                                               | Încărcați imagine | Raportați eroare |
| 83570.03.01                               | Ruinele Oficiului de vamă de la Gheorgheni / ansamblu anonim (Categorie: construcție) (Tip: Vamă)                                                                           | municipiul Gheorgheni        | Pricske                                                               | sec. XVII-XVIII                      |            |                                               | Încărcați imagine | Raportați eroare |
| 83570.03.02                               | Ruinele Oficiului de vamă de la Gheorgheni / ansamblu anonim (Categorie: construcție) (Tip: punct de trecere)                                                               | municipiul Gheorgheni        | Pricske                                                               | sec. XII-XIV                         |            |                                               | Încărcați imagine | Raportați eroare |
| 83570.05.01 (Cod LMI: HR-II-m-A-12836.01) | Biserica romano-catolică "Sf. Nicolae" de la Gheorghieni / ansamblu Biserica "Sf. Nicolae" (Categorie: structură de cult/religioasă) (Tip: Biserică)                        | municipiul Gheorgheni        | str. Márton Áron 9 - 11, punct Biserica romano-catolică "Sf. Nicolae" | sec. XIV - XV - XVIII                |            |                                               | Încărcați imagine | Raportați eroare |
| 83570.05.01 (Cod LMI: HR-II-m-A-12836.01) | Biserica romano-catolică "Sf. Nicolae" de la Gheorghieni / ansamblu Biserica "Sf. Nicolae" / complex anonim (Categorie: structură de cult/religioasă) (Tip: zid de incintă) | municipiul Gheorgheni        | str. Márton Áron 9 - 11, punct Biserica romano-catolică "Sf. Nicolae" | 1756                                 |            |                                               | Încărcați imagine | Raportați eroare |
| 83570.05.01 (Cod LMI: HR-II-m-A-12836.01) | Biserica romano-catolică "Sf. Nicolae" de la Gheorghieni / ansamblu Biserica "Sf. Nicolae" / complex anonim (Categorie: structură de cult/religioasă) (Tip: casă parohială) | municipiul Gheorgheni        | str. Márton Áron 9 - 11, punct Biserica romano-catolică "Sf. Nicolae" | 1758                                 |            |                                               | Încărcați imagine | Raportați eroare |
| 83570.05.02 (Cod LMI: HR-II-m-A-12836.02) | Biserica romano-catolică "Sf. Nicolae" de la Gheorghieni / ansamblu Biserica "Sf. Nicolae" (Categorie: structură de cult/religioasă) (Tip: Zid de incintă)                  | municipiul Gheorgheni        | str. Márton Áron 9 - 11, punct Biserica romano-catolică "Sf. Nicolae" | 1756                                 |            |                                               | Încărcați imagine | Raportați eroare |
| 83570.05.03 (Cod LMI: HR-II-m-A-12836.03) | Biserica romano-catolică "Sf. Nicolae" de la Gheorghieni / ansamblu Biserica "Sf. Nicolae" (Categorie: structură de cult/religioasă) (Tip: Casă parohială)                  | municipiul Gheorgheni        | str. Márton Áron 9 - 11, punct Biserica romano-catolică "Sf. Nicolae" | 1758                                 |            |                                               | Încărcați imagine | Raportați eroare |
| 83883.06.01                               | Biserica Unitariană de la Goagiu / ansamblu anonim (Categorie: construcție cult) (Tip: Biserică)                                                                            | sat Goagiu, comuna Avrămești |                                                                       | sec. XVIII                           |            | 46°21′59″N 25°01′48″E / 46.36627°N 25.03006°E | Încărcați imagine | Raportați eroare |